# Aryan Chopra
Aryan Chopra (Nuova Delhi, 10 dicembre 2001) è uno scacchista indiano, Grande Maestro.
Conseguì la prima norma di Grande maestro nell'open di Riga del 2015, la seconda nell'open di Zalakaros in maggio 2016 e la terza in agosto 2016, quando vinse contro Samvel Ter-Sahakyan nell'ultimo turno nel torneo Masters di Abu Dhabi.
Il titolo gli venne ufficialmente assegnato dalla FIDE in marzo 2017. 
In luglio 2017 partecipò al "Match of the Millenials" a Saint Louis tra due squadre composte ciascuna da nove giocatori nati dal 2000 in poi, la "World Team" e la "U.S. Team"; Aryan realizzò 3,5 su 6 e la World Team vinse il match 31,5 a 17,5 . In agosto dello stesso anno terminò terzo con 6,5 /9 nel torneo "Abu Dhabi Masters", dietro al vincitore Amin Bassem e al secondo classificato Nigel Short.